# Edineţ (condado)
Edineţ é um condado (ou distrito) da Moldávia. Sua capital é a cidade de Edineţ.